# أ. جي. كروغر
أ. جي. كروغر (بالإنجليزية: A. G. Kruger)‏ هو منافس ألعاب قوى أمريكي، ولد في 18 فبراير 1979 في شيلدون في الولايات المتحدة.

## وصلات خارجية
- أ. جي. كروغر على موقع الاتحاد الدولي لألعاب القوى (الإنجليزية)
- أ. جي. كروغر على موقع الاتحاد الأمريكي لسباقات المضمار والميدان (الإنجليزية)
- أ. جي. كروغر على موقع اللجنة الأولمبية الدولية (الإنجليزية)
- أ. جي. كروغر على موقع أوليمبيديا (الإنجليزية)
- أ. جي. كروغر على موقع اللجنة الأولمبية والبارالمبية الأمريكية (الإنجليزية)